# アリスタ・レコード
アリスタ・レコード（Arista Records）は、かつて存在したアメリカのレコード会社。ソニー・ミュージックエンタテインメント (米国)傘下。
前身はベル・レコードである。元コロムビア・レコード社長のクライヴ・デイヴィスが退社後にベルの社長に着任し、社名を“アリスタ”と改名した。1986年にはBMG傘下となり、RCAと共にBMGの中核レーベルとなった。特に1980年代にAORやブラック・コンテンポラリーなど、比較的ソフトなポップスを売り物に順調に勢力を伸ばした。
日本では、同社の音楽作品はソニー・ミュージックジャパンインターナショナル・RCA/JIVEグループ（両者ともに現在のソニー・ミュージックレーベルズ）から発売された。
2018年、SMEは著名な音楽マネージャーのDavid Masseyを社長兼CEOに迎え、レーベルを再始動させることを発表した。

## 沿革
- 1954年 ベル・レコードが設立される。
- 1974年 クライヴ・デイヴィスが社長となり、ベルをアリスタと改名。
- 1978年 グルーシン・ローゼン・プロダクション（GRP）と契約、アリスタ傘下の元、GRPレコードを発足。
- 1979年 ポリグラムに買収され、PolyGramの一部となる。
- 1984年 GRPがアリスタより独立する。
- 1986年 ベルテルスマンに買収され、BMGの一部となる。
- 2000年 クライヴ・デイヴィスが社長を退任。
- 2004年 親元のBMGがソニーと合併、ソニーBMGとなり、その一部となる。
- 2011年 RCAレコードが、アリスタ・ジャイヴ・Jの3レーベルの閉鎖を発表。これらのレーベルの所属アーティストはすべてRCAへ転籍となる[2]。

## 主なアーティスト／グループ
（移籍・解散・死亡したアーティスト／グループも含む）
- アヴリル・ラヴィーン
- P!NK
- レイ・パーカーJr.
- プリンス
- ホイットニー・ヒューストン
- ジェニファー・ハドソン
- ディオンヌ・ワーウィック
- アレサ・フランクリン
- マイク・マイニエリ
- ケニーG
- グレイトフル・デッド
- T.I.
- ゲイリー・グリッター
- バリー・マニロウ
- パティ・スミス
- メリサ・マンチェスター
- フールズ・ゴールド
- ファンキー・キングス
- シルヴァー
- エアプレイ
- エア・サプライ
- キンクス
- フォープレイ
- ジェフ・ローバー
- ベイ・シティ・ローラーズ
- サンタナ
- エリック・カルメン
- ユーリズミックス
  - アニー・レノックス
- トンプソン・ツインズ
- GTR
- ジェフ・ヒーリー・バンド
- ミリ・ヴァニリ
- アラン・パーソンズ・プロジェクト
- ドノヴァン
- Wakefield
- Creepy Nuts

## 日本盤の発売元の変遷
- 1960年代には、英国EMIが世界配給権を取得し、ステイトサイド・レーベルを通じて東芝音楽工業（現・ユニバーサル ミュージック ジャパン）から発売された。
- 1970年（日本に初めて独立レーベルとして紹介された頃） - 1975年：CBS・ソニー（現・ソニー・ミュージックエンタテインメント）
- 1976年 - 1978年：東芝EMI（現・ユニバーサル ミュージック ジャパン）
- 1979年 - 1987年：日本フォノグラム（現・ユニバーサル ミュージック ジャパン）
- 1987年 - 2009年：BMGビクター→BMGジャパン→BMGファンハウス（2004年に親会社のBMGが米SMEに買収され、BMGファンハウスはソニーBMGの日本法人になる）→BMG JAPAN（2008年にSMEJの子会社になり、翌2009年にはRCA/JIVEグループ（洋楽部門）とAriola Japan（邦楽部門。現・ソニー・ミュージックレーベルズ）に分割）
- 2009年 - 2011年：SMJI・RCA/JIVEグループ（BMG JAPAN解散に伴う。これにより発売元が事実上SMEJに復活）